# Potencial químic
En termodinàmica, dins de la física i en termoquímica dins de la química, potencial químic, representat pel símbol μ, és un terme introduït el 1876 pel físic estatunidenc Willard Gibbs, que el va definir d'aquesta manera:
| « | Si suposem que s'afegeix una quantitat infinitesimal de qualsevol substància a una massa homogènia qualsevol en un estat de tensió hidroestàtica, que la massa roman homogènia, i l'entropia i la pressió en romanen constants, l'increment de l'energia interna de la massa dividida per la quantitat de la substància afegida és el potencial per a aquella substància en la massa considerada. | » |

Sigui un sistema format per dues fases, α i β, per exemple aigua i vapor d'aigua, a una pressió i temperatura determinades. Si aquest sistema està en equilibri és perquè l'energia de Gibbs molar de cada fase és igual:
Aquesta identitat seguirà essent vàlida si, en lloc de dues, hi hagués més fases en equilibri. Per una altra part, se sap que si una d'elles és major que l'altra el sistema no està en equilibri i es desplaçarà espontàniament reduint la Gm major i augmentant la Gm menor fins que els seus valors coincideixin. Per tant, l'energia de Gibbs molar, Gm, d'una substància es comporta com una magnitud de potencial termodinàmic. Així la fase més estable és la que té el valor Gm més baix, i si hi ha una transformació espontània, és des de valors alts de Gm a valors baixos. Exactament de la mateixa manera que una càrrega elèctrica positiva es mou en un camp de potencial elèctric de valors alts a valors baixos de potencial elèctric; o una massa es mou des d'un punt elevat (amb potencial gravitatori alt) fins a un altre punt més baix (amb potencial gravitatori menor). També s'observa que tenen dimensions semblants: el potencial elèctric energia/càrrega; el potencial gravitatori energia/massa; i l'energia de Gibbs molar energia/mol. Per això l'energia de Gibbs molar s'anomena potencial químic, i es representa pel símbol μ. Un potencial representa una variació d'una energia, en aquest cas és l'energia de Gibbs i ho podem representar així:
Es pot demostrar que el potencial químic és també igual a les derivades parcial d'altres funcions energètiques (entalpia H, energia de Helmholtz A i energia interna U) respecte a la quantitat de substància del component i:
{\displaystyle \mu _{i}=\left({\frac {\partial H}{\partial n_{i}}}\right)_{S,P,n_{j\neq i}}=\left({\frac {\partial A}{\partial n_{i}}}\right)_{T,V,n_{j\neq i}}=\left({\frac {\partial U}{\partial n_{i}}}\right)_{S,V,n_{j\neq i}}}

## Potencial químic d'un gas ideal
El potencial químic d'un gas ideal es pot relacionar amb la temperatura, T i la pressió, P, mitjançant l'equació:
on μ representa el potencial químic del gas ideal a la pressió, P, i μ° és el potencial químic estàndard, és a dir el potencial químic del gas ideal a la pressió estàndard, P° = 1 bar, i R és la constant dels gasos.

## Potencial químic d'un gas real
El potencial químic d'un gas real es pot relacionar amb la temperatura, T i la pressió, P, mitjançant l'equació:
on μ representa el potencial químic del gas real a la pressió, P, i μ° és el potencial químic estàndard, és a dir el potencial químic del gas real a la pressió estàndard, P° = 1 bar, f és la fugacitat (un coeficient que representa la pressió efectiva), i R és la constant dels gasos.

## Expressió general del potencial químic
El potencial químic d'un sòlid o d'un líquid es pot relacionar amb la temperatura, T i la pressió, P, mitjançant l'equació:
on μ representa el potencial químic del sòlid o líquid a la pressió, P, i μ° és el potencial químic estàndard, és a dir el potencial químic de la substància a la pressió estàndard, P° = 1 bar, a és l'activitat (un coeficient que representa la concentració efectiva) i R és la constant dels gasos.